# Salto Yutajé
El Salto Yutajé (Cascadas de Yutajé) es una de las caídas de agua más importantes en el país suramericano de Venezuela, específicamente se localiza en la región de la Guayana venezolana, al norte del estado Amazonas en el Municipio Manapiare. Se trata de unas cascadas gemelas, que se cree nacen en el caño yutajé. Con 715 metros de altura es la segunda más alta del país después del Salto Ángel. Desde el 2 de noviembre de 1990 forma parte del Monumento Natural Serranía Yutajé